# NGC 4532
NGC 4532 (другие обозначения — UGC 7726, MCG 1-32-103, ZWG 42.158, VCC 1554, IRAS12317+0644, PGC 41811) — неправильная галактика с перемычкой  (IBm). Находится в созвездии Девы. Открыта Уильямом Гершелем в 1784 году.
Этот объект входит в число перечисленных в оригинальной редакции «Нового общего каталога».
Составляет физическую пару с галактикой DDO 137. Пара окружена большим диффузным облаком нейтрального водорода. Находится на краю скопления Девы и, возможно, входит в подкластер B этого скопления. На изображении DSS видна вытянутая галактика, которая является достаточно яркой вдоль своей основной оси, хотя её ядро не видно. В северной части — вытянутое пылевое пятно, ориентированное с юго-юго-востока на северо-северо-запад. Значительная отдельная область HII находится непосредственно к юго-юго-востоку от центра галактики. Эта область HII имеет угловой диаметр около 8′′, что соответствует 3400 световым годам, если предполагаемое расстояние до этой галактики верно. Визуально в любительский телескоп эта галактика довольно яркая и вытянутая с юго-юго-востока на северо-северо-запад; её поверхностная яркость равномерна на большей части ее длины, хотя она довольно размыта на своем юго-юго-восточном краю. На расстоянии 0,5′ к востоку от центра видна очень слабая звезда поля. Северо-северо-западный край галактики имеет тупую оконечность. На расстоянии 5,4′ к югу видна звезда поля 8-й звездной величины. Радиальная скорость: 1942 км/с. Расстояние: 87 млн световых лет. Диаметр: 71 тыс. световых лет.